# María Eugenia Pérez Cáceres
María Eugenia Pérez Cáceres es una profesora y fotógrafa española.

## Biografía
En 1980 obtuvo el título de profesora de enseñanzas medias, especialidad en ciencias humanas, en la Escuela Universitaria de Huelva y en 1985 alcanzó una plaza como funcionaria de carrera en el cuerpo de profesores, en la especialidad de educación especial. En 1993 se licenció en Psicología y en 1999 consiguió el título de especialista en orientación educativa y tutoría, ambos títulos a través de la UNED de Madrid. Empezó a trabajar en 1980, en apoyo a la integración, en diversos colegios de Huelva y Sevilla. Desde 1995 hasta 2015 fue profesora de pedagoría terapéutica en el colegio público Lepanto y en el IES Ítaca, y desde 2016 es profesora de pedagogía inclusiva en el IES Ítaca de Tomares. Durante diecisiete años fue coordinadora del grupo de trabajo PRODIN (Propuestas Didácticas Innovadoras).
En 1993 se inició en la fotografía, la cual ha desarrollado en los campos de la psicología y la educación, y su obra se ha difundido tanto en exposiciones individuales como colectivas, además de la colaboración con distintas publicaciones.

## Premios
- Premio Especial a la Trayectoria en los V Premios OrienTapas (2017)[6]

## Publicaciones
- Aulas Inclusivas. Experiencias prácticas (2017)[3]